# Ли Фэнъин
Ли Фэнъи́н (кит. трад. 黎鋒英, упр. 黎锋英, пиньинь Lí Fēngyīng; род. 21 января 1975) — тайваньская тяжелоатлетка, член национальной сборной Тайваня. Серебряный призёр Олимпийских игр 2000 года в Сиднее в категории до 53 кг.

## Биография
Начала заниматься тяжёлой атлетикой с 13 лет. В дальнейшем была отобрана для занятий тяжёлой атлетикой в спортивной школе в Чэньчжоу под руководством тренера Ван Сян. В 1990 году попала в женскую команду провинции Хунань.
В 1993 году на Чемпионате Азии по тяжёлой атлетике познакомилась с тайваньским спортсменом Чжун Юнцзи. На Чемпионате мира по тяжёлой атлетике 1994 года, проходившем в турецком Стамбуле, выиграв в рывке, уступила в толчке и в сумме спортсменке из Индии Карнам Маллешвари. После этого чемпионата мира Ли Фэнъин покинула сборную КНР по тяжёлой атлетике.
В 1995 году вышла замуж за Чжун Юнцзи и с этого времени стала выступать за сборную Китайской Республики. В 1999 году в Афинах и в 2001 году в Анталье стала двукратной чемпионкой мира в категории до 53 кг.
На Олимпийских играх 2000 года подняла в сумме 212,5 кг (рывок — 97,5 кг, толчок — 115 кг) и уступила только Ян Ся, спортсменке представлявшей КНР. Причём результатом в рывке — 97,5 кг установила мировой рекорд, однако Ян Ся, подняв в рывке 100 кг, в этих же соревнованиях побила данное достижение.
В 2004 году, после неудачных выступлений на чемпионатах мира 2002 и 2003 годов, где не смогла взять заявленные веса, закончила карьеру и получила учёную степень магистра. С 2008 года работает в качестве тренера национальной сборной по тяжёлой атлетике в районе Ганшань города Гаосюн.